# Route 50 (Terre-Neuve-et-Labrador)
Pour les articles homonymes, voir Route 50.
La route 50 est une route tertiaire de la province de Terre-Neuve-et-Labrador, située dans l'est de l'île de Terre-Neuve, sur la péninsule d'Avalon, à l'ouest de Saint-Jean. Elle est une route faiblement empruntée dans sa section à l'ouest de la Route Transcanadienne, puis est une route moyennement fréquentée dans sa section à l'est de la Route Transcanadienne. De plus, elle est nommée Thorburn Rd., mesure 17 kilomètres, et est une route asphaltée sur l'entièreté de son tracé.

## Tracé
La 50 débute dans la ville banlieue de Saint-Jean, Paradise, sur la route 60. Elle commence par se diriger vers le nord pendant 7 kilomètres, suivant les rives de la baie Conception, puis elle traverse Saint-Phillips. Elle croise la route 41, puis tourne vers le sud-est avant de revenir vers l'est. 4 kilomètres plus loin, elle croise la Route Transcanadienne, la route 1, à sa sortie 44. Elle devient ensuite parallèle à la 1 en la suivant au sud, puis passe au-dessus de la route 3A. Elle atteint Saint-Jean, où elle se termine à l'échangeur Freshwater Rd./Prince Phillip Dr., alors qu'elle se poursuit en tant que Freshwater Rd. vers le centre-ville de Saint-Jean.

## Communautés traversées
- Paradise
- Saint-Thomas
- Saint-Phillips
- Mount Pearl
- Saint-Jean